# Причёсывающаяся женщина
«Причёсывающаяся женщина» — картина французского художника-импрессиониста Пьера Огюста Ренуара из собрания Государственного Эрмитажа.
На картине изображена молодая женщина в ночной рубашке, одна грудь её обнажена. Подняв руки вверх, женщина укладывает свою причёску. Слева внизу стоит подпись художника и дата: Renoir 87.
Главный научный сотрудник отдела западноевропейского искусства Эрмитажа доктор искусствоведения А. Г. Костеневич отмечал:

Невидящие глаза модели создают барьер между нею и зрителем, «внутренний взгляд» делает живопись более целомудренной и глубокой, а вместе с тем в этом приёме отражаются воспоминания об античной скульптуре. Фон отвлечённый, не отягощённый какими-либо уточняющими деталями.

Картина написана в 1887 году и сразу была выкуплена Полем Дюран-Рюэлем. В 1908 году он продал картину немецкому коллекционеру Бернхарду Кёлеру. После смерти Кёлера в 1927 году его коллекция была унаследована сыном. Во время Второй мировой войны коллекция была разделена на несколько частей и укрыта в нескольких местах. Часть коллекции оставалась в доме Кёлера и погибла в начале 1945 года при бомбардировке Берлина союзниками. Картина Ренуара была передана на хранение в Берлинскую картинную галерею, в 1945 году была захвачена советскими войсками и отправлена в СССР в счёт репараций, в описи 1949 года значилась под названием «Девушка в белой рубашке». Картина хранилась в запасниках Эрмитажа вплоть до 1995 года, когда была впервые показана публике на Эрмитажной выставке трофейного искусства.
С 2001 года числится в постоянной экспозиции Эрмитажа и с конца 2014 года выставляется в Галерее памяти Сергея Щукина и братьев Морозовых в здании Главного штаба в зале 407.